# Cinema anarquista
El cinema anarquista tracta en les seves històries un punt de vista anarquista o amb temes relacionats amb l'anarquisme, sia aquest documental o ficció, però no té per què estar fet seguint organitzativament amb estructura anarquista.

## Cinema fet de forma anarquista
Cinema fet amb una organització, voluntària o no, més col·lectivista:
- projectes anàrquics: seguint els corrents experimentals de la cultura de principis del segle xx, va aparèixer una manera de fer cinema, sense guió ni planificació, i molts projectes es queden sense acabar.[1]
- projectes fets de forma democràtica sense una estructura piramidal de poder: pel·lícules col·laboratives.
- projectes de cinema d'estudiants de cinema: un col·lectiu es posa d'acord en fer una pel·lícula, sense una remuneració econòmica al darrere ni cap intenció de rebre'n per part d'ells; en tot cas pel benefici que aporta l'obra al col·lectiu, ja sigui en forma de reconeixement o en forma d'aprenentatge tècnic.

## Cinema anarquista
El cinema des dels seus inicis ha estat immers en un conflicte entre indústria i art, però també en un altre al voltant de l'ús que se'n fa, com un entreteniment (ja sigui a nivell artístic o industrial) o com una eina per donar un punt de vista. És a dir, com una eina de propaganda, especialment essent una de les arts que va aparèixer a les darreries del segle xix però que va obtenir la plenitud a principis del XX.
El cinema ha estat subjecte d'aquestes utilitzacions. En el cas dels moviments socials el cinema, especialment el documental, s'ha usat amb fins propagandístics de les diferents idees, passant de l'amateurisme dels primers anys, a l'americanització la dècada del 1930, per combinar els aspectes didàctics, la crítica social, i el gran públic. Després d'un període d'estancament, el cinema anàrquic i anarquista va revifar en l'època transgessora de la contracultura.
A nivell artístic, i especialment a nivell industrial, aquest ha tingut una molt important utilització. Es podria pensar també que part d'aquesta gran utilització d'aquest mitjà com un simple entreteniment industrial ha servit paral·lelament com a mitjà de propaganda a les capes socials que el promovien; així, doncs, a més del cinema ha estat mesclat en el cas de l'entreteniment amb una certa intenció propagandística.

## Cinema anarquista a Catalunya
Per la rellevància de la revolució social que va sorgir a les terres catalanes, hi va haver una sèrie de productores de cinema anarquista que hi van operar, com per exemple SIE Films.
Actualment existeixen petits col·lectius que creen i mostren les seves obres cinematogràfiques, algunes de caràcter anarquista i d'altres no, que utilitzen l'autogestió, la facilitat de fer cinema mitjançant l'adquisició digital i la facilitat d'infraestructures que han permès els mitjans de comunicació.